# Alfa Ursae Minoris
Alfa Ursae Minoris (α UMi, Polaris) – najjaśniejsza gwiazda w gwiazdozbiorze Małej Niedźwiedzicy, północna Gwiazda Polarna Ziemi. Ma obserwowaną wielkość gwiazdową 2,02m, znajduje się około 430 lat świetlnych od Słońca.

## Nazwa

Położenie w gwiazdozbiorze

Nazwa własna tej gwiazdy, Polaris, jest skróconą formą nazwy łac. Stella Polaris, „Gwiazda Polarna”. Ze względu na wyjątkową pozycję na sferze niebieskiej nazywano ją także wieloma innymi nazwami. Nazwa Cynozura wywodzi się od stgr. Κυνόσουρα Kynosoura, „Psi ogon”; jej etymologia jest niepewna; w XVII i XVIII wieku była określeniem gwiazdy często stosowanym w pracach naukowych. Johann Bayer używał dla określenia Alfa Ursae Minoris włoskiej nazwy Tramontana, które może wiązać się z widocznością gwiazdy z Półwyspu Apenińskiego ponad Alpami, bądź starożytnym wyobrażeniem „góry niebieskiej” na dalekiej północy. Do znaczenia gwiazdy w astronawigacji nawiązuje m.in. łacińska nazwa Navigatoria. Hieronim ze Strydonu w dziele Onomasticon użył w odniesieniu do Maryi określenia Stella Maris, co wiązało się z interpretacją oryginalnego brzmienia jej imienia, Miriam, lecz zostało skojarzone z morzem i najjaśniejszą gwiazdą konstelacji ważnej dla nawigatorów. Nazwę Stella Maris stosowano później w odniesieniu do tej gwiazdy, a matka Jezusa zyskała tytuł „Najświętsza Maria Panna Gwiazda Morza”. Międzynarodowa Unia Astronomiczna w 2016 roku formalnie zatwierdziła użycie nazwy Polaris dla określenia Alfa Ursae Minoris Aa.

## Charakterystyka obserwacyjna

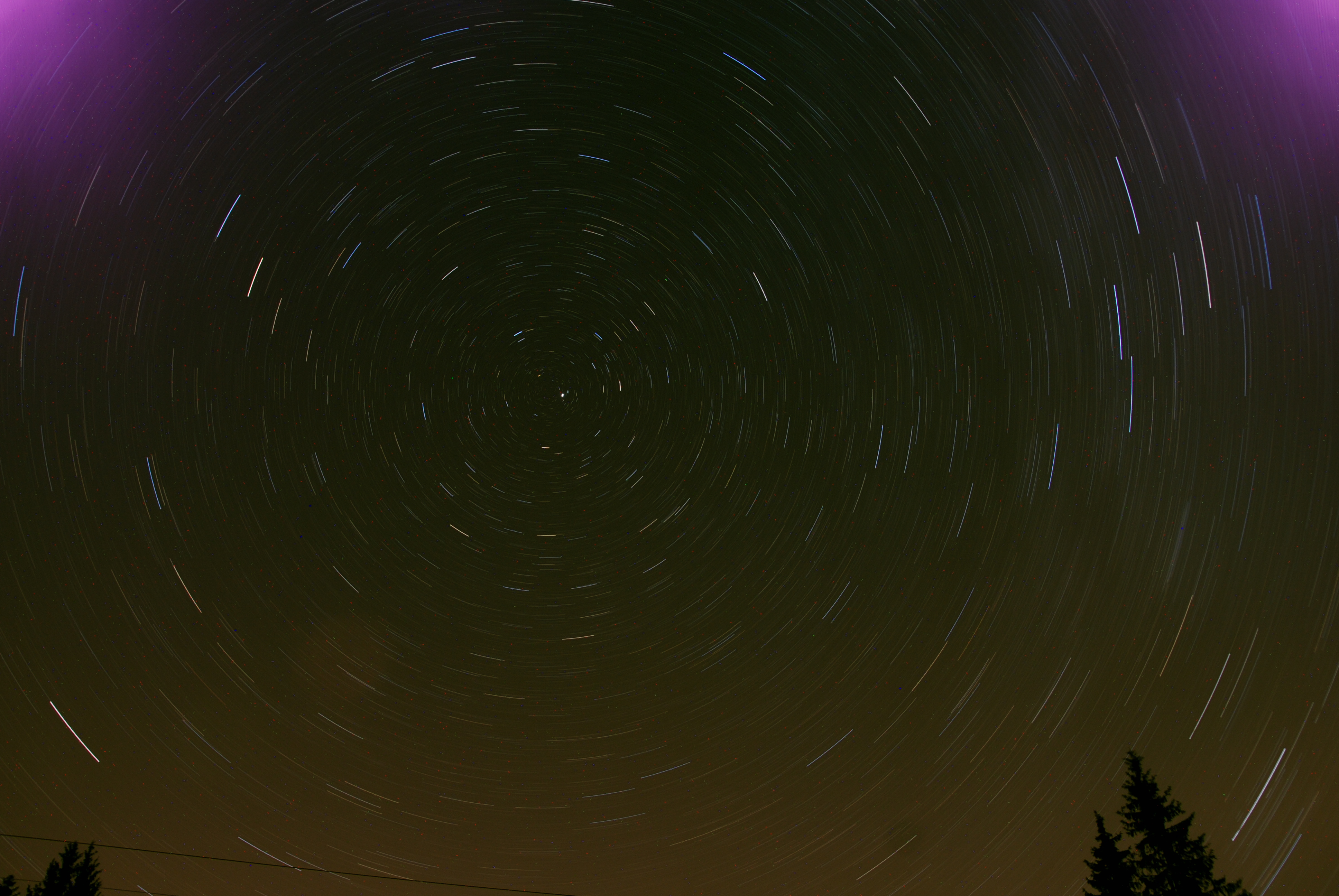
Ślady gwiazd na zdjęciu wykonanym z długim czasem naświetlania otaczają prawie nieruchomą Gwiazdę Polarną

Polaris jest położona najbliżej bieguna niebieskiego spośród widocznych gołym okiem gwiazd. Jest to jasna, lecz wcale nie najjaśniejsza gwiazda nieba; pod względem jasności wizualnej jest dopiero na 48. miejscu. Jej położenie na sferze niebieskiej sprawia, że ma ona niemal stałe położenie, podczas gdy inne gwiazdy widoczne w ciągu nocy wschodzą i zachodzą, lub krążą wokół bieguna (gwiazdy okołobiegunowe). Dzięki temu od wieków była wykorzystywana do znajdowania kierunków świata (jest widoczna zawsze na północy), w astronawigacji, oraz do wyznaczania szerokości geograficznej. Ściśle rzecz biorąc, nie leży ona dokładnie na biegunie i zakreśla wokół niego okręgi o średnicy około 1,5 stopnia. Do końca XXI wieku będzie zbliżała się do bieguna, 24 marca 2100 r. osiągając odległość kątową 27′9″, zanim zacznie się od niego oddalać. Zmiany jej położenia wynikają z precesji osi ziemskiej.
Polaris to gwiazda potrójna. W 1780 roku William Herschel zaobserwował, że Gwiazdę Polarną tworzą dwa składniki. Trzecią gwiazdę wchodzącą w skład tego systemu odkryto w XX wieku na podstawie wpływu grawitacyjnego, jaki wywiera na główną gwiazdę układu, jednak ze względu na bliskość udało się ją dostrzec dopiero w 2005 roku, za pomocą teleskopu Hubble’a (zdjęcie opublikowano w styczniu 2006).

## Charakterystyka fizyczna

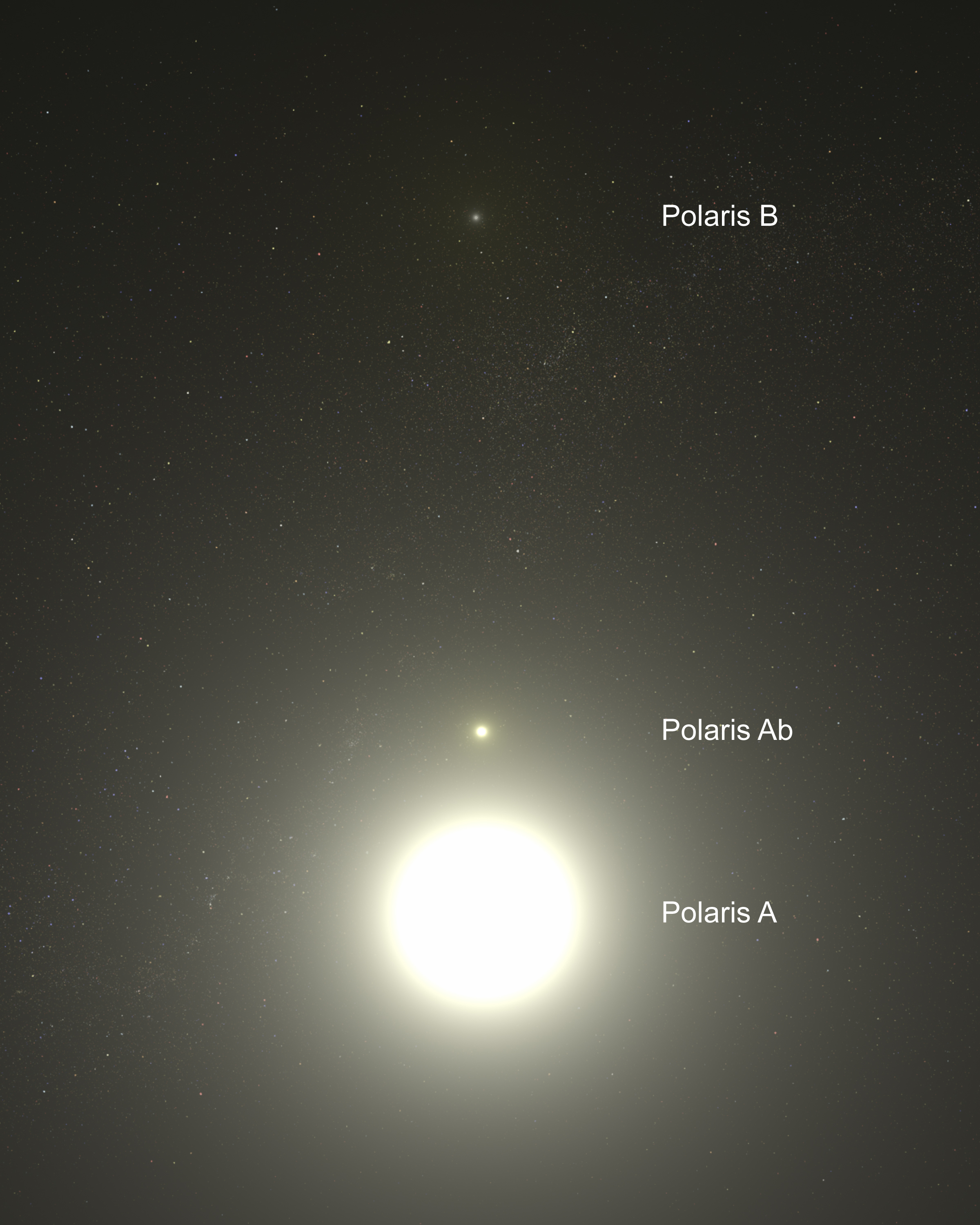
Wyobrażenie artystyczne składników układu potrójnego Alfa Ursae Minoris

### Alfa Ursae Minoris Aa (Polaris)
Główny składnik układu, widoczny gołym okiem, to biało-żółty nadolbrzym należący do typu widmowego F. Gwiazda ta ma jasność 2500 razy większą niż jasność Słońca i temperaturę około 6000 kelwinów. Jej promień jest 45 razy większy niż promień Słońca; na podstawie jej jasności i temperatury można obliczyć, że jej masa jest około 6 razy większa od masy Słońca. W jej jądrze ustały reakcje syntezy wodoru w hel i jest ona obecnie gwiazdą zmienną z typu cefeid o amplitudzie zmian jasności 0,03m i okresie 3,97 dnia. Zmiany są wywołane pulsacjami gwiazdy; za obserwowane zmiany odpowiada nie składowa podstawowa, ale pierwszy owerton. Jest to najbliższa i najjaśniejsza z cefeid.

### Alfa Ursae Minoris Ab
Bliski towarzysz nadolbrzyma również jest gwiazdą typu widmowego F (F6), jednak wciąż znajduje się na ciągu głównym (jest to żółto-biały karzeł). Ma obserwowaną wielkość gwiazdową około 9,2m, wielkość absolutną 3,6m i masę około 1,26 M☉. Gwiazdy okrążają wspólny środek masy po ekscentrycznych orbitach, w przestrzeni dzieli je odległość zmieniająca się od 6,7 do 27 au (średnio 17 au). Pełny obieg zajmuje im 29,6 roku.
Na podstawie ruchu orbitalnego składników Aa i Ab wyznaczono ich masy na około 4,5 M☉ (z dużą niepewnością) i 1,26 M☉.

### Alfa Ursae Minoris B
Alfa Ursae Minoris B to gwiazda ciągu głównego o typie widmowym F3 V, jasności 8,65m, której ruch własny jest zgodny z ruchem nadolbrzyma, co ukazuje że są związane grawitacyjnie. Na niebie jest oddalona o 18,1 sekundy kątowej od Polaris (pomiar z 2013 r.). Obiega ona składniki Aa i Ab w odległości co najmniej 2400 au, jedno okrążenie wspólnego środka masy zajmuje jej co najmniej 42 tysiące lat.

### Towarzysze optyczni
Polaris towarzyszą na niebie jeszcze dwie gwiazdy. Składnik C jest odległy o 38,7 sekundy kątowej od nadolbrzyma, ma obserwowaną wielkość gwiazdową 13,8m; składnik D jest oddalony o 82,1″ i ma wielkość 14,3m(pomiary z 2009). Gwiazdy te mają jednak inny ruch własny, a także są starsze niż układ Polaris, na co wskazuje niezarejestrowanie emisji promieniowania rentgenowskiego przez teleskop kosmiczny Chandra. Nie są z nim fizycznie związane.